# Progressismo
Progressismo, relativo a progresso ou progressismo. Refere-se àqueles que são favoráveis ao progresso, às transformações ou às reformas, nos campos político, social e/ou econômico.
Movimento político que se refere a um conjunto de doutrinas filosóficas, sociais e econômicas baseado na ideia de que o progresso, entendido como avanço científico, tecnológico, econômico e comunitário, é vital para o aperfeiçoamento da condição humana. Essa ideia de progresso integra o ideário iluminista e tem, como corolário, a crença de que as sociedades podem passar da barbárie à civilização, mediante o fortalecimento das bases do conhecimento empírico. O progressismo está ligado à ideia de "progresso infinito" mediante transformações da sociedade, da economia e da política. A ideia de progresso, por sua vez, é frequentemente relacionada com o evolucionismo e o positivismo.
O grande avanço da ideia de progresso surge na Europa com o Iluminismo, quando alguns filósofos entenderam que o próprio Homem, ao invés dos deuses, poderiam mudar a sociedade e seu modo de vida. Os iluminados acreditavam que o progresso tinha aplicação universal e que essas ideias se espalhariam da Europa para o mundo inteiro. Segundo este conceito, o progresso teria um posicionamento universal metafísico, aplicável, portanto, a todas as sociedades e não apenas às europeias.

## Correntes de progresso na história
A ideia de progressismo tem variado e sido abordada ao longo do tempo e de acordo com diferentes perspectivas.
No início do século XX, sociólogo Robert Nisbet define cinco "premissas cruciais" da concepção de progresso: o valor do passado; excelência da civilização ocidental; valor do crescimento econômico e tecnológico; fé na razão e no conhecimento científico e acadêmico obtido; importância intrínseca e valor da vida na Terra.[carece de fontes?]
Em sua obra "História da Ideia de Progresso", ele define cinco "premissas cruciais" da concepção de progresso. Aqui estão elas:
Valorização do Passado: Reconhecer a importância histórica e cultural do passado como base para o progresso futuro.
Nobreza da Civilização Ocidental: A crença na superioridade e na contribuição significativa da civilização ocidental para o progresso humano.
Valor da Crecimento Econômico e Tecnológico: A ideia de que o desenvolvimento econômico e tecnológico é um indicador chave de progresso.
Linearidade do Tempo: A visão de que o tempo é linear e que o progresso ocorre de forma contínua e ascendente.
Utopismo Futurista: A expectativa de que o futuro trará uma sociedade ideal, caracterizada por liberdade, igualdade e justiça.

### Iluminismo
O Iluminismo foi um movimento intelectual e filosófico que dominou o mundo das ideias na Europa durante o século XVIII. O Iluminismo incluiu uma série de ideias centradas na razão como a principal fonte de autoridade e legitimidade e defendeu ideias como liberdade, progresso, tolerância, fraternidade, governo constitucional e separação Igreja-Estado. O Iluminismo foi precedido e intimamente ligado à Revolução Científica. As ideias do Iluminismo desempenhariam um papel importante na inspiração da Revolução Francesa e na independência dos Estados Unidos.
Segundo Giambattista Vico (1668 – 1744), dado que as pessoas criaram sua própria sociedade, elas também poderiam entendê-la completamente. Isso deu origem a novas ciências, ou protociências, cuja finalidade era fornecer novos conhecimentos sobre o que é a sociedade e como se pode mudá-la para melhor.
Immanuel Kant (1724 – 1804) identificou o progresso como sendo um movimento de saída da barbárie, rumo à civilização. O filósofo e cientista político Condorcet (1743 – 1794) previu que o progresso político envolveria o desaparecimento da escravidão, o aumento da alfabetização, a redução das desigualdades entre os sexos, a reforma das prisões e o declínio da pobreza.
O liberalismo é uma doutrina política e moral que defende a liberdade individual, a igualdade perante a lei e a redução do poder do Estado. Essa doutrina surgiu no Iluminismo e se tornou popular entre os filósofos e economistas europeus e, mais tarde, na sociedade em geral. Os liberais buscaram eliminar a monarquia absoluta, os títulos nobres, o direito divino dos reis e a influência religiosa no governo de um estado buscando fundar um sistema baseado na democracia representativa. Os liberais acabaram com as políticas mercantilistas e as barreiras comerciais promovendo o mercado livre. Os líderes da Revolução Francesa e da Independência dos Estados Unidos usaram o liberalismo para defender a rebelião contra a monarquia absoluta.
"Modernidade" ou "modernização" era a palavra-chave da ideia de progresso defendida pelos liberais clássicos nos séculos XIX e XX, que propunham a rápida modernização da economia e da sociedade como solução para remover os obstáculos tradicionais ao livre mercado e à liberdade de circulação das pessoas.

### Positivismo
O positivismo é uma corrente filosófica que afirma que o único conhecimento autêntico é o conhecimento científico e que tal só pode surgir da aplicação do método científico. O positivismo também afirma que a sociedade opera por leis gerais. O positivismo surgiria das mãos de pensadores como Comte, Mill e Saint-Simon no século XIX.
Segundo Comte (1798  – 1857), a evolução social passa por três fases: a fase teológica, a fase metafísica e a fase positiva. Na fase teológica, vista da perspectiva da França como antes do Iluminismo, tudo girava em torno da ideia de um deus com a crença no poder sobrenatural. Na etapa metafísica, após a Revolução Francesa, as pessoas começam a raciocinar e investigar, questionando tudo, principalmente autoridade e religião. No estágio positivo ou científico, após a revolução francesa e Napoleão, as pessoas encontrariam soluções para os problemas sociais e a ciência estaria disposta a responder às perguntas. A ideia de Comte foi uma das primeiras teorias do evolucionismo social.[carece de fontes?]

### Revolução industrial
Charles Fourier (1772 – 1837) iria propor uma comunidade de produção, consumo e residência chamada falanstério, que teria um caráter agrícola onde a competitividade, os salários e a propriedade privada fossem abolidos. A ideia dessas comunidades partiu de cada indivíduo trabalhando naquilo que é apaixonado, todos participando da posse da terra e dos meios de produção.
Robert Owen (1771 – 1858), por sua vez, rejeitaria o conceito de luta de classes, propondo uma forma reformista e interclassista de substituir a sociedade capitalista. Seguindo a teoria do valor-trabalho, ele considerava o trabalho como a fonte de "toda a riqueza nacional" que, se "bem administrada", poderia "produzir uma quantidade maior do que as necessidades essenciais da humanidade".
É fundamental a contribuição do filósofo idealista Georg Wilhelm Friedrich Hegel (1770 – 1831) para a difusão da ideia de progresso na filosofia europeia. Hegel rejeita concepções do tipo cíclico ou linear da história, propondo uma concepção teleológica e dialética. A história da Humanidade, entendida como o progresso da liberdade, seria governada pela razão. A história corresponderia, portanto, à trajetória da razão em direção à liberdade consciente do espírito universal (encarnado no Estado), ainda que esse devir histórico não se constitua mediante uma sucessão harmoniosa de acontecimentos, mas pela constante geração e superação de contradições e conflitos. Karl Marx (1818 – 1883), a partir da dialética hegeliana, concebeu o materialismo histórico e dialético como método de análise e crítica do capitalismo, incluindo as relações sociais por ele engendradas, no contexto da industrialização europeia, no século XIX.[carece de fontes?]

### Marxismo
A revolução industrial trouxe como consequência o surgimento do proletariado, dando origem a novas ideologias que exigiam uma melhoria nas condições de vida das classes mais desfavorecidas. Segundo Marx, o progresso social resulta do desenvolvimento das forças produtivas, processo que, por sua vez, engendra o estabelecimento de novas relações de produção: "Nenhuma ordem social é destruída antes que todas as forças produtivas para as quais ela é suficiente tenham sido desenvolvidas, e as novas relações de produção superiores nunca substituem as mais antigas antes que as condições materiais para a sua existência tenham amadurecido dentro da estrutura da antiga sociedade."  Ainda segundo o marxismo, o capitalismo, na sua busca de lucros mais altos e de novos mercados, inevitavelmente irá lançar as sementes de sua própria destruição, sendo substituído pelo socialismo e, afinal, pelo comunismo.
Na cultura ocidental, a concepção comum de progressismo emerge justamente das grandes mudanças sociais provocadas pela industrialização do final do século XIX, e da crença de que o progresso estava sendo obstruído pela imensa desigualdade entre ricos e pobres, pelo capitalismo laissez-faire, pelas condições degradantes do trabalho nas fábricas, o que suscitava conflitos, muitas vezes violentos, entre trabalhadores e capitalistas. As ideias propostas por diversos autores seriam postas à prova em meados do século XIX e ao longo do século XX.

### Darwinismo social
O pensamento progressivo não era homogêneo. No final do século XIX, houve quem aceitasse as teses do chamado racismo científico em sua base supostamente científica - que mais tarde se provaria falsa. Em contraste, surgiram os movimentos abolicionistas que lutaram pelo fim da escravidão.
O surgimento do racismo científico ocorreu durante o período do neoimperialismo (1880 – 1914) como meio de justificar o imperialismo europeu. Muitos progressistas defenderiam o colonialismo e o imperialismo.
A teoria do darwinismo social serviu para argumentar que os mais fortes deveriam aumentar sua riqueza e poder. Herbert Spencer (1820 – 1903) apoiaria a ideia do capitalismo laissez-faire com base em sua crença de que a luta pela sobrevivência estimulava o auto-aperfeiçoamento que poderia ser herdado.
As ideias do darwinismo social seriam usadas para justificar a escravidão, o autoritarismo e o imperialismo, bem como para fundamentar doutrinas como o fascismo e o nacional-socialismo.

### Nova esquerda
Entre os anos 1960 e 1970, um amplo movimento político se desenvolveria no mundo ocidental conhecido como Nova Esquerda, que abrangeria questões sociais como direitos civis e políticos, feminismo, direitos homossexuais, protestos contra a Guerra do Vietnã e pacifismo, o questionamento dos papéis de gênero, aborto e reformas das políticas antidrogas. Essa esquerda se diferenciaria da esquerda tradicional, que estava focada no ativismo trabalhista, ao assumir uma posição mais ampla sobre o ativismo político, comumente conhecido como ativismo social. O movimento começou a perder força na década de 1970, quando ativistas ou se engajavam em projetos partidários, desenvolviam organizações de justiça social ou se tornaram inativos no movimento.

## Tipos de progressismo na política

### Progressismo cultural
No contexto político, progressismo refere-se sobretudo a concepção de que o progresso humano é viabilizado pela liberdade civil, defesa dos direitos de minorias e do feminismo. O termo liberalismo cultural é usado de forma substancialmente semelhante.
Ao contrário dos progressistas num sentido mais amplo, indivíduos culturalmente progressistas podem ser economicamente centristas (como sociais-liberais) ou liberalistas (como liberais clássicos).

### Progressismo fiscal
Por sua vez, o progressismo fiscal ou progressismo econômico é um termo usado para o distinguir do progressismo nos campos culturais. As opiniões dos fiscalmente progressistas contrasta com as dos fiscalmente conservadores e estão frequentemente enraizadas no conceito de justiça e bem-estar social, visando melhorar a condição humana através da intervenção econômica e regulação estatal, da proteção social e da manutenção dos bens públicos.
O progressismo fiscal é baseado na ideia de que os mercados capitalistas deixados para operar com regulamentação governamental limitada são inerentemente injustos, favorecendo grandes empresas, grandes corporações e os ricos. Os economicamente progressistas acreditam que um mercado justo deve resultar em uma distribuição de riqueza. Portanto, defendem o controle dos mercados por meio de proteções públicas que eles acreditam que favorecerão a mobilidade social, diminuirão a desigualdade de renda e reverterão a marginalização. Políticas econômicas específicas que são consideradas progressistas incluem tributação progressiva, redistribuição de renda, um pacote abrangente de serviços públicos, saúde universal, resistência ao desemprego involuntário, educação pública, previdência social, leis de salário mínimo, leis antitrust, direitos trabalhistas e um estado de bem-estar social.
A filosofia econômica progressista é tipicamente definida em oposição ao conservadorismo fiscal, ao liberalismo econômico, ao laissez-faire e às conclusões da economia da Escola Austríaca e a de Chicago. Muitas organizações que promovem o progressismo fiscal podem ser caracterizadas desde críticas do capitalismo à anticapitalistas, também incluindo princípios e políticas baseadas no keynesianismo, economia marxiana e outras escolas de pensamento socioeconômico. O progressismo econômico também pode ser visto como uma resposta potencial e tratamento de problemas sociais e econômicos, como, por exemplo, o racismo ambiental, o totalitarismo invertido, o fundamentalismo de mercado, a escravidão do salário e o "socialismo para os ricos e capitalismo para os pobres", bem como um contra-argumento à cultura do capitalismo, à teologia da prosperidade e ao individualismo.
Apesar do progressismo fiscal estar mais ligado à esquerda social-democrata ou socialista democrática, alguns progressistas econômicos podem mostrar opiniões conservadoras sobre questões culturais. Esses movimentos estão relacionados a movimentos conservadores comunitaristas, como a democracia cristã e o conservadorismo paternalista.